# 王美惠
王美惠（1965年4月15日—），中華民國政治人物，民主進步黨籍，現任立法委員，曾任嘉義市議會第7至10屆議員。
2019年在民進黨嘉義市立法委員選舉區立委選舉提名初選中擊敗時任立委李俊俋，並在隔年的立委選舉當選。

## 生平
生於嘉義，家中除了父母外還有一個哥哥、一個姊姊。
王美惠自2005年起參選嘉義市議員，連任四屆。2019年4月，嘉義市立法委員選舉區立委選舉提名，初選以34.33%支持率擊敗時任立委李俊俋。初選途中李俊俋請前總統陳水扁出面勸退未果，王美惠初選勝出反謝阿扁支持，獲民主進步黨提名參選立委選舉。

## 政策立場

### 聲援香港反送中
2019年香港爆發反對逃犯條例修訂草案運動，引起全球各界關注，中華民國當時高分貝以捍衛人權之名譴責香港政府。王美惠則率先表態，聲援香港反送中運動，成為嘉義市首位表態的政治人物。

#### 香港校園衝突
反對逃犯條例修訂草案運動期間香港警察入侵大學校園導致了香港理工大學衝突及香港中文大學保衛戰，王美惠在事件發生後第一時間則以「魔警泯滅人性，全力支持港人」為題嚴厲譴責香港警察濫權，並將香港警方圍困學生的事件與六四天安門事件連結，呼籲更多民眾分享資訊，一同撐香港、挺人權。

#### 反對香港國安法
中華人民共和國第十三屆全國人大憲法和法律委員會於2020年5月25日召開全體會議，當時人大代表通過一致贊成香港國安法草案。
王美惠隨即於同日抨擊中华人民共和国政府對香港人民毫無尊重，無視中英聯合聲明承諾「香港五十年不變」，極度踐踏香港的民主自由法制，同時強調，台灣人不應對這種沒有誠信的極權國家再抱有任何的想像，我們走出自己的路，捍衛台灣的主體性，不只以香港作為借鏡，更需要給予香港更多的關注以及支持。

#### 要求台灣政府重新審視香港移民規範
2020年5月28日，王美惠於立法院內政委員會向時任中華民國內政部移民署長邱豐光提出質詢，詢問如果部分香港人在香港為抗爭而有丟汽油彈的紀錄，若希望移民台灣，相關申請是否會通過，邱豐光當時直接脫口而出「不會」點燃王美惠怒火。
王美惠抨擊內政部移民署「白費蔡英文總統提醒我們要人道」，並認為港人丟汽油彈是有原因的，不能只看表面，並強調雖然她知道根據港澳條例22條，有明定針對有國安疑慮，公共安全的疑慮的，不予許可這是明定的，但相關部會仍要審慎考量，要求重新審視香港移民規範。

### 支持中華航空更名

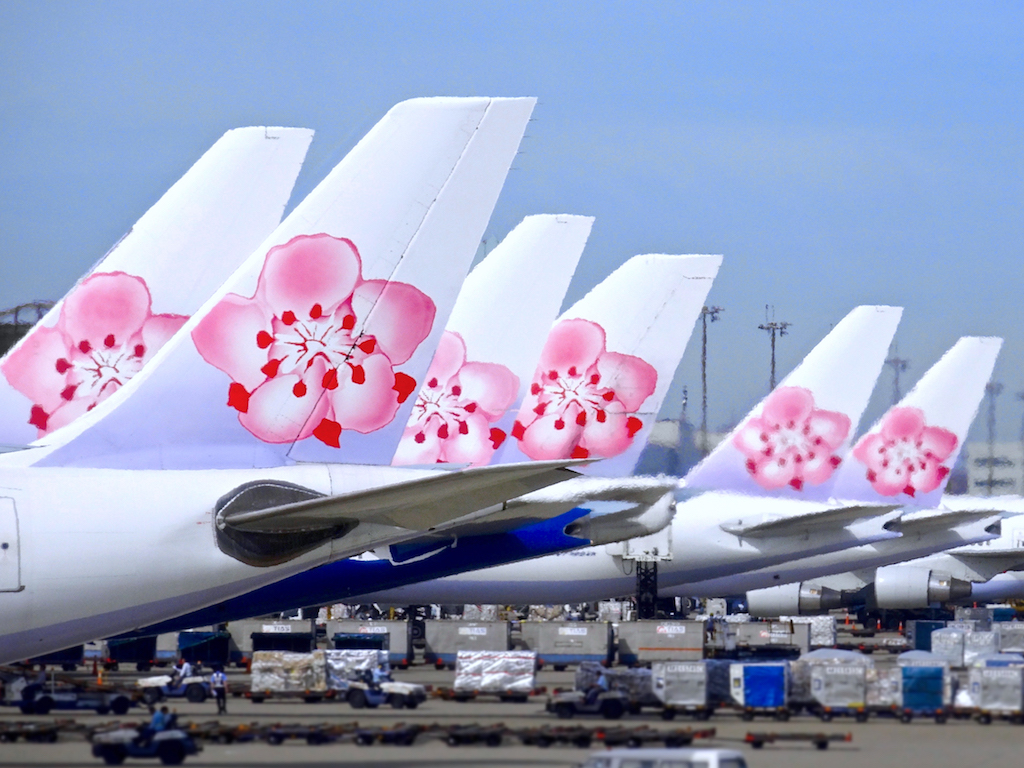
2011年中華航空公開之新版梅花標誌

2020年4月，嚴重特殊傳染性肺炎疫情造成台灣近期捐贈口罩援助世界多國，卻因英文國名中的「China」（中國），多次遭誤認為中華人民共和國，此事讓國內掀起中華航空及護照正名的討論。
4月14日，民進黨立法委員王美惠於立法院質詢時表態支持華航正名，要求相關部會應儘速研議，而針對蘇貞昌提出的「先不更名，但在機身塗上台灣」，王美惠則認為恐會讓外國人有「中國台灣」的謬誤。
立法院於同月28日針對此案進行處理，在朝野各黨均無異議之下，此案順利逕付二讀，並須交付黨團協商。

### 反對監察院人事任命案
2020年6月18日，府方傳出蔡英文準備提名前臺東縣縣長黃健庭擔任第六屆監察院副院長，引起台灣政壇譁然，多位民主進步黨立法委員及黨政人士均表態不妥，盼總統能夠三思。
6月19日，王美惠對此案表達強烈反對，痛批提名黃健庭「荒謬」，認為黃健庭過去在擔任立委時曾涉及向退輔會遊說藥品採購換取藥商政治獻金，被依判5個月有期徒刑，這種弊案纏身的人擔任監察院副院長，將成為台灣政壇的一則大笑話。王美惠強調，監察院副院長人選要秉持選賢與能，認為監察院並符合社會期待，大可不必提名一位爭議人士，希望高層能夠重新考慮黃健庭的提名，如果黃健庭被提名進入立法院，王美惠將投下反對票。
6月20日，黃健庭婉謝總統提名他為第六屆監察院副院長。

## 選舉紀錄
| 年度 | 選舉屆數             | 選舉區               | 所屬政黨   | 得票數 | 得票率 | 當選標記   | 備註 |
| ---- | -------------------- | -------------------- | ---------- | ------ | ------ | ---------- | ---- |
| 2005 | 第七屆嘉義市議員選舉 | 嘉義市第二選舉區     | 民主進步黨 | 4,503  | 6.34%  |            |      |
| 2009 | 第八屆嘉義市議員選舉 | 嘉義市第二選舉區     | 民主進步黨 | 7,647  | 10.73% |            |      |
| 2014 | 第九屆嘉義市議員選舉 | 嘉義市第二選舉區     | 民主進步黨 | 8,261  | 10.30% | 全市最高票 |      |
| 2018 | 第十屆嘉義市議員選舉 | 嘉義市第二選舉區     | 民主進步黨 | 8,007  | 10.27% | 全市最高票 |      |
| 2020 | 第十屆立法委員選舉   | 嘉義市立法委員選舉區 | 民主進步黨 | 80,333 | 50.20% |            |      |
| 2024 | 第十一屆立法委員選舉 | 嘉義市立法委員選舉區 | 民主進步黨 | 78,069 | 50.64% |            |      |

## 外部連結
- 立法院 -王美惠委員簡介 （页面存档备份，存于）
- 立法委員 王美惠的Facebook專頁
- 王美惠的Instagram帳戶
- 王美惠的X（前Twitter）